# Alí Mansour Landaeta
Alí Mansour Landaeta es un abogado y político venezolano. Fue el último alcalde del Distrito Metropolitano de Caracas, desde el 22 de noviembre de 2017 hasta el 20 de diciembre de 2017.
Es militante del partido Primero Justicia y ejerció la abogacía durante más de 20 años, especializado en derecho laboral. Fue abogado fiscal fundador de la Superintendencia Municipal de Administración Tributaria de Caracas.

## Carrera política
El 8 de diciembre de 2013 fue elegido concejal del Cabildo Metropolitano de Caracas por el circuito 7. El 11 de enero de 2017 fue juramentado como presidente del Cabildo Metropolitano para el período anual legislativo 2017.
El 22 de noviembre de 2017, Helen Fernández, quien sustituía a Antonio Ledezma, fue destituida de la alcaldía caraqueña. Primero Justicia, el partido de la mayoría del Cabildo Metropolitano, nombró en el cargo a Mansour Landaeta de forma provisional, hasta realizarse nuevas elecciones. La designación se debió a que según el artículo 87 de la Ley Orgánica del Poder Público Municipal de Caracas establecía que «ante la falta absoluta del alcalde metropolitano, el Cabildo deberá asignar un concejal para que asuma el puesto». Mansour declaró que es la «misma gestión» de Ledezma.
El 20 de diciembre de 2017 la Asamblea Nacional Constituyente aprobó el Decreto Constituyente para la Supresión y Liquidación del Distrito.